# George Dantzig

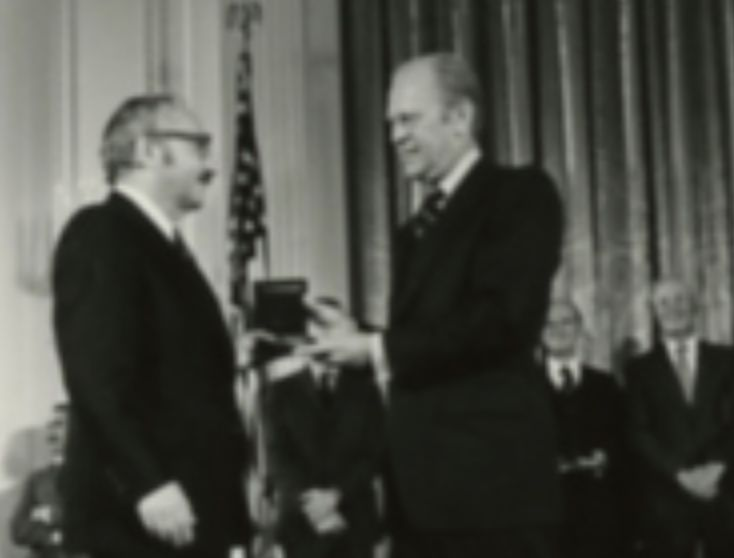
George B. Dantzig mit Gerald Ford bei der Verleihung der National Medal of Science 1976

George Bernard Dantzig (* 8. November 1914 in Portland, Oregon; † 13. Mai 2005 in Stanford, Kalifornien) war ein US-amerikanischer Mathematiker. Er gilt als Vater der linearen Optimierung, eines Teilgebietes des Operations Research. Bekannt wurde er vor allem durch das von ihm entwickelte Simplex-Verfahren.

## Leben
Dantzig besuchte die Powell Junior High School in Washington, D.C., wo er durch den Ansporn seines Vaters und eigene Motivation nach anfangs schleppenden Fortschritten im Fach Mathematik hervorragende Noten erzielte. Diese Entwicklung hielt in der Central High School an, wo er sich besonders für Geometrie interessierte. Unterstützt wurde er vor allem von einem Mathematiklehrer, einem Schulfreund und späteren Mathematikprofessor an der  University of California, Berkeley, sowie seinem Vater Tobias, der bei Henri Poincaré in Paris gearbeitet hatte.
Dantzig studierte Mathematik an der University of Maryland, da ihm seine Eltern kein Studium an einer angeseheneren Universität finanzieren konnten. 1936 erwarb er einen B.A. in Mathematik und Physik. Ebenfalls in diesem Jahr heiratete er Anne Shmuner, zog mit ihr nach Ann Arbor und begann ein weiterführendes Studium mit dem Ziel der Promotion an der University of Michigan. Dieses beendete er 1937 mit einem M.A. in Mathematik. Ein  Promotionsstudium schloss er zunächst nicht an, da ihm die abstrakte Mathematik nicht lag.
Von 1937 bis 1939 arbeitete Dantzig als Statistiker in Washington. Danach begann er ein Promotionsstudium an der University of California Berkeley, welches er jedoch wegen des Eintritts der USA in den Zweiten Weltkrieg erneut unterbrach. Er trat in die Air Force ein, wo er von 1941 bis 1946 Leiter der Combat Analysis Branch, U.S.A.F. Headquarters Statistical Control war. 1944 erhielt er dafür die War Department Exceptional Civilian Service Medal als Auszeichnung.
1946 nahm er erneut sein Studium auf und promovierte bei Jerzy Neyman mit der Dissertation: I. Complete Form Neyman-Pearson Fundamental Lemma. II. On the Non-Existence of Tests of Student's Hypothesis Having Power Functions Independent of Sigma. Anschließend arbeitete er als mathematischer Berater beim Verteidigungsministerium, wo er 1947 das Simplex-Verfahren publizierte.
1952 wechselte Dantzig zur RAND Corporation, wo er maßgeblich dafür verantwortlich war, die lineare Programmierung auf Computern zu implementieren. 1960 nahm er eine Professur an der University of California in Berkeley an und wechselte dann 1966 auf eine Professur Operations Research and Computer Science der Stanford-Universität. Im Jahre 1973 war er Mitbegründer und erster Präsident der Mathematical Programming Society (MPS). Nach ihm ist der George-B.-Dantzig-Preis der SIAM benannt.
George Dantzig starb am 13. Mai 2005 in Palo Alto an den Folgen von Diabetes und einer Herz-Kreislauf-Erkrankung.

## Leistungen
Sein bedeutendster wissenschaftlicher Beitrag ist das von ihm entwickelte Simplex-Verfahren. Außerdem war er einer der Mitbegründer der stochastischen und ganzzahligen Optimierung sowie Mitentwickler der Dantzig-Wolfe-Dekomposition im Jahre 1959/60. All diese Verfahren und ihre Verallgemeinerungen spielen heute eine große Rolle in der praktischen Anwendung der mathematischen Optimierung.
Ein Ereignis im Jahre 1939 während Dantzigs Studienzeit in Berkeley führte später zur Legendenbildung. Als Dantzig einmal verspätet in eine Vorlesung des Professors Jerzy Neyman kam, standen an der Tafel zwei bekannte unbewiesene Vermutungen aus der Statistik. Dantzig hielt sie für eine Hausaufgabe und notierte sie sich. Obwohl er die Aufgaben „etwas schwerer als sonst“ fand, löste er sie und gab die Lösungen ein paar Tage später bei Professor Neyman ab. Sechs Wochen danach erzählte dieser ihm, dass er eine von Dantzigs Lösungen zur Veröffentlichung in einer mathematischen Zeitschrift vorbereitet hatte. Im Jahre 1950 bereitete Abraham Wald eine Veröffentlichung in der Zeitschrift Annals of Mathematical Statistics vor, die eine Lösung zu dem zweiten Problem liefern sollte. Als er erfuhr, dass Dantzig das Problem bereits gelöst, aber noch nicht veröffentlicht hatte, trug er ihn einfach als Mitautor ein. Die Geschichte wurde später mit Dantzigs Erlaubnis in einem Buch über positives Denken verarbeitet und dadurch verbreitet. Im Laufe der Zeit wurden Details verändert und Namen geändert, so dass die Legende in verschiedenen Versionen kursiert.

## Auszeichnungen
1971 wurde Dantzig in die National Academy of Sciences, 1975 in die American Academy of Arts and Sciences und 1985 in die National Academy of Engineering gewählt. Unter anderem erhielt er 1975 den ersten John von Neumann Theory Prize für seine Arbeit auf dem Gebiet der linearen Programmierung, die National Medal of Science 1976 und den National Academy of Sciences' Award in Applied Mathematics and Numerical Analysis 1977. Die erste Ausgabe des SIAM Journal on Optimization 1991 war George Dantzig gewidmet.

## Schriften
- On the non-existence of tests of "Student's" hypothesis having power functions independent of σ. In: The Annals of Mathematical Statistics. Baltimore 11.1940,2, S. 186–192. ISSN 0003-4851.
- Lineare Programmierung und Erweiterungen. Springer, Berlin 1966.
- Linear inequalities and related systems. Princeton Univ. Press, Princeton NJ 1966.
- George Dantzig, A. Aziz: Lectures in differential equations. VanNostrand Reinhold Co., New York 1969.
- George Dantzig, T. Saaty: Compact city. Freeman, San Francisco 1973.
- George Bernard Dantzig, B Curtis Eaves: Studies in optimization. Mathematical Association of America, Washington 1974, ISBN 0-88385-110-5.
- George Dantzig, M. Thapa: Linear programming. Band 1: Introduction. Springer-Verlag, New York 1997, ISBN 0-387-94833-3.
- George Dantzig, M. Thapa: Linear programming. Band 2: Theory and Extensions. Springer-Verlag, New York 2003, ISBN 0-387-98613-8.